# ワンス・アポン・ア・タイム・イン・チャイナ
『ワンス・アポン・ア・タイム・イン・チャイナ』（Once Upon a Time in China）シリーズは、清朝末期に活躍した実在の武術家である黄飛鴻（ウォン・フェイホン）を主人公にしたアクション映画シリーズ。第1～3作と第5作をツイ・ハークが監督し、ジェット・リー（当時はリー・リンチェイ）が第1～3作と第6作で主演、第4・5作をチウ・マンチェクが主演している。

## 概要
基本的には、ツイ・ハークが製作に関わり、黄飛鴻（ウォン・フェイホン）を主人公にしたものが正当なシリーズとされている。ジェット・リー主演の映画では黄飛鴻そのものが中心に描かれ、チウ・マンチェク主演の映画では、弟子たちの活躍も同時に描かれるという違いがある。
日本では第2作『ワンス・アポン・ア・タイム・イン・チャイナ 天地大乱』（劇場公開題『ワンス・アポン・ア・タイム 天地大乱』）が第1作『ワンス・アポン・ア・タイム・イン・チャイナ 天地黎明』（劇場公開題『ワンス・アポン・ア・タイム・イン・チャイナ』）よりも先に劇場公開・ビデオリリースされた。
時代的に西洋文化が中国に入り始めた時期であり、純粋な中国の文化しか知らない黄飛鴻らが西洋文化への対応に苦労する（ナイフとフォークを武器と勘違いする、列車が山を突き破って進むと思い込む）など、文学的な娯楽性も高い。黄飛鴻は実在した人物で、洪家拳の達人としてのその強さは伝説として語り継がれ、弟子たちは辛亥革命で活躍し、その師匠の名をより大きなものにした。ジャッキー・チェンも『酔拳』シリーズで黄飛鴻を演じている。ジャッキーがコミカルな黄飛鴻を演じたのと対照的に、ジェット・リーは、正義感の強い高潔な武術家を演じている。梁寛（実際には黄飛鴻に殺された、梅毒で死亡など諸説ある）、林世栄などの弟子たちも当然実在の人物で、『少林寺三十六房』を監督したラウ・カーリョンや、義弟の『少林寺三十六房』『キル・ビル』で知られるゴードン・リューことリュー・チャーフィーは、直系の弟子にあたる。
なお、同じ黄飛鴻ものでジェット・リーが主演している『ワンス・アポン・ア・タイム・イン・チャイナ 天地雄覇』（『ラスト・ヒーロー・イン・チャイナ 烈火風雲』）があるが、監督はバリー・ウォン（王晶）で本シリーズとは別物。シリーズのセルフ・パロディでコメディの要素が強い。
映画の好評により、ツイ・ハーク制作による香港TVMによるTVシリーズも作られ、シリーズ化された。黄飛鴻役は第4・5作主演のチウ・マンチェク。TV版ではアクションよりもドラマ性を重視して作られている。

## シリーズ代表作

### ワンス・アポン・ア・タイム・イン・チャイナ 天地黎明
1991年公開。原題：黄飛鴻、英題：Once Upon a Time in China。日本では1994年10月11日公開。劇場公開邦題は『ワンス・アポン・ア・タイム・イン・チャイナ』。第11回香港電影金像奨において、最優秀監督賞、最優秀編集賞、最優秀武術指導賞、最優秀音楽賞を受賞した。シリーズ中、カンフーシーンが一番多い。

#### ストーリー
欧米列強の侵略に動揺する清朝末期。暴れるアメリカ人や地元のヤクザと黄飛鴻が戦う。

#### キャスト
| 役名                           | 俳優                   | 日本語吹替 |
| ------------------------------ | ---------------------- | ---------- |
| ウォン・フェイフォン（黄飛鴻） | ジェット・リー         | 池田秀一   |
| リャン・フー（梁寛）           | ユン・ピョウ           | 松本保典   |
| イー・サンイエ（十三姨）       | ロザムンド・クワン     | 玉川砂記子 |
| ソー（牙擦蘇）                 | ジャッキー・チュン     | 牛山茂     |
| ウェン（林世榮）               | ケント・チェン         | 広瀬正志   |
| ガイ（凌雲楷）                 | 袁錦輝                 | 成田剣     |
| イム師匠（巖振束）             | ヤム・サイクン         | 麦人       |
| キン大叔父（乾舅公）           | ウー・マ               | 麦人       |
| マン提督（提督）               | ウォン・チーヨン       | 家中宏     |
| 沙河の兄貴（洪宏亮）           | チュウ・チェンクォ     | 田中正彦   |
| ラウ（劉永福）                 | ラウ・シュン           | 糸博       |
| 七路刀法使いの師匠             | ユエン・チュンヤン     | 石波義人   |
| 役人                           | ユエン・シュンイー     | 石波義人   |
| 米国商人ジャクソン             | ジョナサン・イスガー   | 稲葉実     |
| 英国軍ウェイキンズ将軍         | マーク・キング         | 田原アルノ |
| タイガー                       | スティーブ・タルタリア |            |

#### スタッフ
- 監督・脚本・製作：ツイ・ハーク
- 製作総指揮：レイモンド・チョウ
- 主題歌：ジョージ・ラム「男兒當自強」
- 武術指導：ユエン・チョンヤン、ユエン・シュンイー、ラウ・カーウィン

#### エピソード
当時、リー・リンチェイ（ジェット・リー）よりも格上だったユン・ピョウを、黄飛鴻の弟子になる梁寛役に配するにあたり、監督のツイ・ハークは「君なら弟子役でもリー・リンチェイを押し退けられる」とユン・ピョウを説得したという。だが実際の展開はそうはならず、ユン・ピョウは第2作目の出演依頼を拒否することになった。
巖振束役のヤム・サイクンとの対決シーンでの梯子を蹴り折るアクションで、予想以上に強く跳ね返った梯子でジェット・リーは左脚を負傷したため、その後は代わりにホン・ヤンヤンが黄飛鴻のほとんどのアクション・シーンの吹き替え（スタントダブル）を担当した。この吹き替えが評価され、ホン・ヤンヤンは以降のシリーズでは配役を与えられることになった。

### ワンス・アポン・ア・タイム・イン・チャイナ 天地大乱
1992年公開。原題：黄飛鴻之二: 男兒當自強、英題：Once Upon a Time in China II。日本では1993年9月11日公開。劇場公開邦題は『ワンス・アポン・ア・タイム 天地大乱』。第12回香港電影金像奨、最優秀武術指導賞受賞作品。
ワイヤーアクションを駆使した白蓮教教祖・九宮真人（日本語版では字幕、吹き替えとも「クン大師」）との奇想天外なバトルシーンはもとより、同年齢でほぼ同期で過去に共演歴を持ち、しかも本域の武術家であるドニー・イェンが広州警察提督・蘭（日本語版では字幕、吹き替えとも「ラン提督」）役で助演し、アクション俳優としても武術家としても油の乗り切った当時29歳の両名が繰り出す超絶技巧のカンフーアクション、加えてドニーが作品用に考案した「布棍」（ふこん。両方の先端を固く結んだ長尺の布地の一方を持って力の限り硬く絞り込み、布を緩めないように遠心力を利用して扱う事で木棍、革鞭、縛縄、単流星の特性を兼ね備える）の妙技で話題を呼んだ。
白蓮教の台頭や若き日の孫文の存在など史実を取り入れつつも大胆な映画的解釈に終始し、時代のうねりに飲まれて変貌する祖国の現状に苦悩しながら己の信じる道を切り拓く黄の姿が秀逸で、ストーリー表現とアクション表現の両面でこの第二作をシリーズ最高傑作、並びにジェットとドニー双方の代表作品の1つと評する声が高い。また、前作『天地黎明』終盤で巖振束が語った「銃の前には武術は無力」を反映し、銃が通用しない敵を敢えて登場させて対処するなど、プロットの継続性への配慮が成されている。
なお、撮影中にジェット・リーがゴールデン・ハーベストと契約問題で揉めて一時的に撮影をボイコットした。
2021年に開催された「第6回ジャッキー・チェン国際アクション映画ウィーク」（成龍国際動作電影周）で発表された「映画史に残る10大アクション映画」の中の一つに選出された。

#### ストーリー
以前に増して欧米諸国の中国進出が活発化する混迷の時代、「鎮護国家」を建前に過激な排外活動を繰り返して国家掌握を目論む新興教団『白蓮教』が広州を席巻。これに「平和な理想国家の樹立」を夢見て地下活動を展開する孫文と革命派、さらに「清朝の威信と安泰」のために両者を危険視する広州警察の三者が睨み合う中、ふとした事で黄飛鴻がその渦中に巻き込まれていく。

#### キャスト
※括弧内は日本語吹替
- ジェット・リー（リー・リンチェイ）／黄飛鴻 (池田秀一)
- ロザムンド・クワン／十三姨 (玉川砂記子)
- モク・シウチン（中国語版）／梁寛 (堀内賢雄)
- ドニー・イェン／ラン提督 (大塚芳忠)
- ホン・ヤンヤン／クン大師 (広瀬正志)
- チャン・ティエリン（中国語版）／孫文 (星野充昭)

#### スタッフ
- 監督・脚本・製作：ツイ・ハーク
- 製作総指揮：レイモンド・チョウ
- 主題歌：ジャッキー・チェン「男兒當自強」（エンディングテーマ）、ジョージ・ラム「男兒當自強」（オープニングテーマ）
- 武術指導：ユエン・ウーピン

### ワンス・アポン・ア・タイム・イン・チャイナ 天地争覇
1993年公開。原題：黄飛鴻之三: 獅王争覇、英題：Once Upon a Time in China III。日本では1993年9月27日に第6回東京国際映画祭で上映され、劇場では未公開。映画祭公開邦題は『ワンス・アポン・ア・タイム 天地争覇』。

### ワンス・アポン・ア・タイム・イン・チャイナ&アメリカ 天地風雲
1997年公開。原題：黄飛鴻之西域雄獅、英題：Once Upon a Time In China & America。日本では1999年2月27日公開。

#### ストーリー
西部開拓時代のアメリカを訪れた黄飛鴻と荒くれガンマンとの対決。銃をものともしないカンフーの切れが見所。

#### キャスト
※括弧内は日本語吹替
- ジェット・リー（リー・リンチェイ）／黄飛鴻 (池田秀一)
- ロザムンド・クワン／十三姨(茂呂田かおる)
- ホン・ヤンヤン／鬼脚七（チャト）(村山明)
- チャン・クォクボン／ソー(清川元夢)
- ジェフ・ウルフ／ビリー・ザ・キッド(遠近孝一)
- パトリック・ロン
- リチャード・ン／龍剛

#### スタッフ
- 監督、武術指導：サモ・ハン・キンポー
- 製作：ツイ・ハーク

## シリーズ一覧
シリーズ作品（映画）
- ワンス・アポン・ア・タイム・イン・チャイナ/天地黎明（1991年、原題：黄飛鴻）　※シリーズ第1作目（上記）。
- ワンス・アポン・ア・タイム・イン・チャイナ/天地大乱（1992年、原題：黄飛鴻之二: 男兒當自強）　※シリーズ第2作目（上記）。
- ワンス・アポン・ア・タイム・イン・チャイナ/天地争覇（1992年、原題：黄飛鴻之三: 獅王争覇）　※シリーズ第3作目。
- ワンス・アポン・ア・タイム・イン・チャイナ IV/天地覇王（1993年、原題：黄飛鴻之四: 王者之風）　※シリーズ4作目。チウ・マンチェクが黄飛鴻役に。
- ワンス・アポン・ア・タイム・イン・チャイナ V/天地撃攘（1994年、原題：黄飛鴻之五: 龍城殲覇）　※シリーズ5作目。チウ・マンチェクが黄飛鴻役。
- ワンス・アポン・ア・タイム・イン・チャイナ&アメリカ/天地風雲（1997年、原題：黄飛鴻之西域雄獅）　※シリーズ6作目。ジェット・リーが5年ぶりに復帰（上記）。

シリーズとは別の作品（映画）
- ワンス・アポン・ア・タイム・イン・チャイナ/天地激震（1990年、原題：黄飛鴻系列之一大宗師）　※黄飛鴻役はチン・ガーロウ。時代考証を無視して柳生十兵衛まで登場。
- ワンス・アポン・ア・タイム・イン・チャイナ外伝/天地笑覇（1991年、原題：黄飛鴻笑傅）　※黄飛鴻役はアラン・タム。パロディ作品。
- ワンス・アポン・ア・タイム・イン・チャイナ外伝/鬼脚（1993年、原題：黄飛鴻之鬼脚七）　※黄飛鴻の弟子の鬼脚が主人公で、ユン・ピョウが演じている。
- ワンス・アポン・ア・タイム・イン・チャイナ外伝/アイアンモンキー（1993年、原題：少年黄飛鴻之鐵馬騮）　※黄飛鴻が少年の頃の話。主人公である父親役に『天地大乱』の敵役のドニー・イェン。
- ワンス・アポン・ア・タイム・イン・チャイナ/天地雷鳴（1993年、原題：蘇乞兒）　※主人公は黄飛鴻ではなく蘇乞兒。
- ワンス・アポン・ア・タイム・イン・チャイナ/天地発狂（1993年、原題：黄飛鴻之男兒當報國）　※黄飛鴻役はウォン・クウァン。
- ワンス・アポン・ア・タイム・イン・チャイナ/天地雄覇（ラスト・ヒーロー・イン・チャイナ/烈火風雲）（1993年、原題：黄飛鴻鐡雎門蜈蚣）　※ツイ・ハークと一時期決別していた時にジェット・リーが主演したバリー・ウォン（王晶）監督作品（上記概要）。
- ワンス・アポン・ア・タイム・イン・チャイナ外伝/アイアンモンキーグレート（1996年、原題：街頭殺手）　※関連は邦題のみで、黄飛鴻とは無関係。
- ワンス・アポン・ア・タイム・イン・チャイナ 南北英雄（2018年、原題：黄飛鴻之南北英雄）　※黄飛鴻役はチウ・マンチェク。
- ワンス・アポン・ア・タイム・イン・チャイナ 英雄復活（2018年、原題：黄飛鴻之怒海雄風）　※黄飛鴻役はチウ・マンチェク。
- ワンス・アポン・ア・タイム・イン・チャイナ 天地覚醒（2019年、原題：黄飛鴻之獅魂覚醒）　※黄飛鴻役はウー・イジャ。

TVシリーズ
- ワンス・アポン・ア・タイム・イン・チャイナ/八大天王（1995年、原題：黄飛鴻之八大天王）
- ワンス・アポン・ア・タイム・イン・チャイナ/少林故事（1995年、原題：黄飛鴻之少林故事）
- ワンス・アポン・ア・タイム・イン・チャイナ/無頭将軍（1996年、原題：黄飛鴻之無頭将軍）
- ワンス・アポン・ア・タイム・イン・チャイナ/辛亥革命（1996年、原題：黄飛鴻之辛亥革命）
- ワンス・アポン・ア・タイム・イン・チャイナ/理想年代（1996年、原題：黄飛鴻之理想年代）
- ワンス・アポン・ア・タイム・イン・チャイナ 少年黄飛鴻（2002年、原題：少年黄飛鴻）